# Bátonyterenye városrészei
Bátonyterenye 4 városrész Maconka, Szúpatak, Kisterenye és Nagybátony egybeolvadásával jött létre. Ezeken az elsődleges városrészeken belül vannak másodlagos városrészek is.

## Városrészekről röviden

### Kisterenye

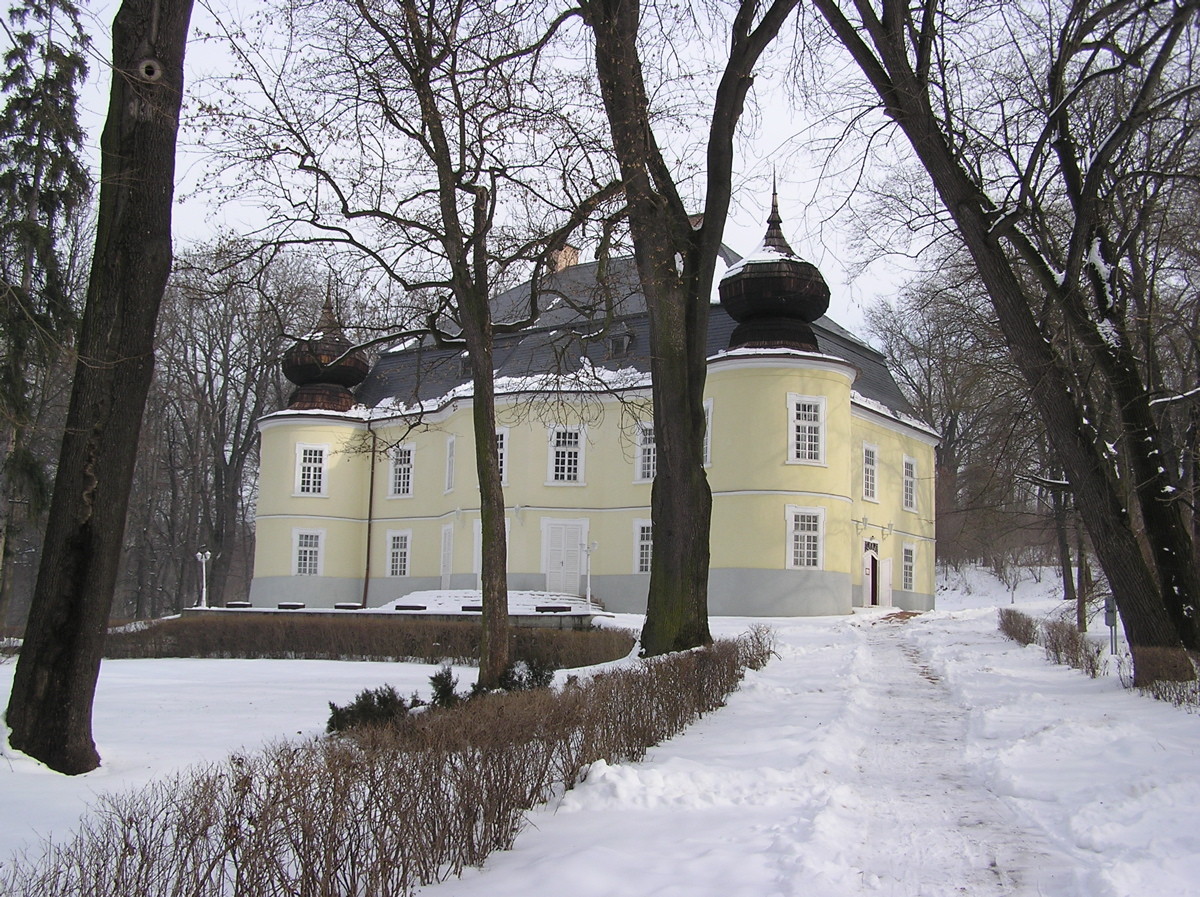
A Gyürky-Solymossy-kastély télen

Kisterenye a Mátra hegységtől északnyugatra, a Cserháttól keletre található Bátonyterenye városrésze, korábban önálló község volt. 180-250 méterrel fekszik a tengerszint felett. A környék már a bronzkor óta folyamatosan lakott terület.
A terület gazdaságának meghatározó része volt a szénbányászat, amely azonban mára letűnt a térségben. Helyét a mezőgazdaság és a turizmus vette át.
Kisterenye számos kulturális és természeti értékkel rendelkezik. Ezek legfontosabbika a Gyürky-Solymossy-kastély:
„A kastély 1790 körül épült, késő barokk stílusban. Az emeletes, két hagymakupolás, saroktornyos épület parkja 1975 óta védett.
A korábbi eredetű, késő barokk stílusú kastélyt mai formájára a Gyürky család építtette 1790 körül. A téglalap alakú egyemeletes épület nyugati főhomlokzatának sarkain egy-egy kör alakú, zömök torony helyezkedik el. Az épületet körbefutó öv és az azt koronázó párkány díszíti, manzárdtetős, tornyain zsindelyes hagymasisakok vannak. Kapuja mellett ma is áll a régi őrépület. A mögötte lévő egykori gazdatiszti lakás a 19. század közepén már állt, a középső tornyos része valószínűleg 1867 után készült.
A kastély állandó kiállítása id. Szabó István Kossuth-díjas szobrászművész műveiből ad áttekintést, az épület felső szintjén. Külön hangsúlyt kap a két legjellegzetesebb műcsoport, a néprajzi tárgyú művek és a bányászattörténeti sorozat.”
(forrás: vendegvaro.hu)
Az épületben kicsiny ablakai ellenére is kiválóan oszlik el a fény, és belülről magasztos, tágas helyiségekre tagolódik.

### Nagybátony
Nagybátony Bátonyterenye egyik városrésze, amely a település délnyugati részén fekszik közvetlenül a Mátra lábánál. 1990-ig fontos tényezője volt a településrésznek a bányászat. A településrészek egybeolvadásával Nagybátony vált a város fontos gazdasági és turisztikai központjává. A városkép az 1960-as évek elején változott meg. Az 1950-es megyerendezésig Heves vármegye része volt.

### Maconka
Maconka 1965-ig önálló település volt. Jelenleg Bátonyterenye városrésze. Fontos turisztikai látványossága a Maconkai-víztározó, amely sporthorgászatra tökéletesen alkalmas. Az egykori falu környéke már a bronzkorban is lakott volt. Fontos fejlődési ág lett a bányászat a vidéken. Jelenleg a víztározó látogatottságának a bevétele jelenti számára a biztos jövedelmet.